# Sienes
Sienes es un municipio y localidad española de la provincia de Guadalajara, en la comunidad autónoma de Castilla-La Mancha. El término municipal tiene una población de 42 habitantes (INE 2024).
Es un pequeño pueblo con mucho encanto. En él se puede visitar el famoso "pilón", la picota, el ayuntamiento o la iglesia entre otras cosas.

## Geografía
Se encuentra en las estribaciones de la sierra Ministra, al norte de la provincia de Guadalajara. Limita al este con los término municipal de Miño de Medinaceli, al norte con los de Alpanseque, Barahona y Valdelcubo y al sur y al oeste con el de Sigüenza, debido a la anexión de Olmedillas, Villacorza, Riba de Santiuste y Querencia a este último.
Forma parte del Tramo 10 de la Ruta de Don Quijote que atraviesa estas tierras como obligado lugar de paso de Don Quijote en su literario viaje a Barcelona. En el pueblo existe un punto de descanso oficial de la ruta así como diversos manantiales, fuentes y arroyos. El bosque circundante es un encinar en el que se pueden ver especies como el jabalí o el corzo.

## Historia
A mediados del siglo XIX, el lugar contaba con una población censada de 218 habitantes. La localidad aparece descrita en el decimocuarto volumen del Diccionario geográfico-estadístico-histórico de España y sus posesiones de Ultramar de Pascual Madoz de la siguiente manera:

SIENES: l. con ayunt. en la prov. de Guadalajara (12 leg.), part. jud. de Atienza (3), aud. terr. de Madrid (22), c. g. de Castilla la Nueva, dióc. de Sigüenza (3). sit. á la falda de un monte en el principio de un valle; goza de clima templado y sano. Tiene 60 casas; la consistorial que sirve de cárcel; escuela de instruccion primaria frecuentada por 12 alumnos, dotada con 20 fan. de trigo; una igl. parr. (Sta. Eulalia de Mérida) servida por un cura y un sacristan: confina el térm. con los de Valdecubo, Tovés y Torrecilla del Ducado: dentro de él se encuentran una ermita (La Soledad) y tres fuentes de abundantes aguas. El terreno, fertilizado por 3 arroyos que se forman de las mencionadas fuentes, es de buena calidad; comprende un monte bastante bien poblado. caminos: los que dirigen á los pueblos limítrofes. correo: se recibe y despacha en la adm. de Síguenza. prod.: trigo, centeno, cebada, avena, legumbres y fruta, leñas de combustible y buenos pastos, con los que se mantiene ganado lanar, vacuno, mular y asnal; hay caza de perdices, conejos y liebres. ind.: la agrícola y 3 molinos harineros pobl.: 62 vec., 218 alm. cap. prod.: 1.884,000 rs. imp.: 94,200. contr.: 5,968.
(Madoz, 1849, p. 378)

Desde los años 1930 la pedanía de Torrecilla del Ducado forma parte de Sienes. El privilegio de villa fue otorgado por Felipe II.

## Demografía
Sienes cuenta con una población de 42 habitantes (INE 2024).
| Gráfica de evolución demográfica de Sienes entre 1842 y 2021 |
| |
| Población de derecho según los censos de población del INE Población de hecho según los censos de población del INEEntre el censo de 1991 y el anterior, crece el término del municipio porque incorpora a Torrecilla del Ducado |

| 108           | 107 | 77 | 75 | 60 | 55 |
| (Fuente: INE) |     |    |    |    |    |

## Economía
La economía del pueblo se ha basado desde siempre en la agricultura y la ganadería, antaño cabras y ovejas, en la actualidad sólo ovejas.

## Fiestas
Durante la fiesta del Mayo los jóvenes del pueblo escogen un chopo, el cual llevan a hombros a la plaza del pueblo, lugar donde lo levantan a pulso para exhibirlo. Las fiestas patronales son el 10 de diciembre en honor a Santa Eulalia de Mérida, aunque se celebran el último fin de semana de agosto.